# مستشفى جراحة القلب الجامعي
افتتحت مستشفى جراحة القلب الجامعي بدمشق عام 1974، وتقدم خدماتها بنسبة 70% مجانا و30% خدمة ماجورة .

## أقسام المشفى
- الجراحة القلبية
- العناية المشددة بعد العمليات الجراحية القلبية
- القثطرة القلبية
- الايكوغراف
- العيادات
- الإسعاف
- الأشعة
- المخبر
- الخدمات

## الخدمات المقدمة
```
يقوم المشفى بإجراء عمليات جراحة القلب مجاناً للسوريين ومن في حكمهم، بالإضافة إلى عمليات القنطرة القلبية التشخيصية وتوسيع للشرايين الإكليلية ووضع الشبكات المعدنية والدوائية وتركيب البطاريات الدائمة لمرضى جراحة القلب في المشفى فقط وتوسيع الصمام التاجي الرئوي بالبالون وإغلاق القناة الشريانية والفتحة بين الأذينتين بالمظلات وزرع الشبكات الأبهرية، ودراسة كهربائية فيزيولوجية قلبية قيد الإنشاء وغيرها من العمليات النوعية.
[
1
]
```